# Регрессия Деминга

Двумерный случай метода наименьших полных квадратов (регрессия Деминга). Красные отрезки показывают ошибку как по x, так и по y, что отличается от традиционного метода наименьших квадратов, в котором ошибка измеряется только по оси y.
Показан случай, когда отклонение измеряется перпендикулярно, что происходит, когда x и y имеют равные дисперсии.

В статистике регрессия Деминга, названная именем У. К. Деминга, — это вид регрессии с ошибками в переменных, которая пытается найти прямую наилучшего сглаживания для двумерного набора данных. Регрессия отличается от простой линейной регрессии в том, что она принимает во внимание ошибки в наблюдении как по оси x, так и по оси y. Регрессия является частным случаем метода наименьших полных квадратов, которая рассматривает любое число показателей и имеет более сложную структуру ошибок.
Регрессия Деминга эквивалентна оценке максимального правдоподобия на модели с ошибками в переменных, в которой ошибки двух переменных считаются независимыми и имеют нормальное распределение, а отношение их дисперсий, δ, известно . На практике это отношение может быть оценено из исходных данных. Однако процедура регрессии не принимает во внимание возможные ошибки в оценке отношений дисперсии.
Регрессия Деминга лишь слегка сложнее простой линейной регрессии. Большинство статистических пакетов, используемых в клинической химии, предоставляют регрессию Деминга.
Модель первоначально была предложена Адкоком, который рассматривал случай δ = 1, а затем рассматривалась в более общем виде Куммеллем  с произвольным δ.  Однако их идеи оставались большей частью незамеченными более 50 лет, пока их не возродил Купманс и позднее распространил Деминг.  Книга последнего стала столь популярной в клинической химии и связанных областях, что метод в этих областях получил название регрессия Деминга.

## Спецификация
Предположим, что данные (yi, xi) являются значениями, полученными в ходе измерений "истинных" значений (yi*, xi*), которые лежат на регрессионной прямой:
{\displaystyle {\begin{aligned}y_{i}&=y_{i}^{*}+\varepsilon _{i},\\x_{i}&=x_{i}^{*}+\eta _{i},\end{aligned}}}
где ошибки ε и η независимы и отношение их дисперсий, известно:
{\displaystyle \delta ={\frac {\sigma _{\varepsilon }^{2}}{\sigma _{\eta }^{2}}}.}
На практике дисперсии параметров {\displaystyle x} и {\displaystyle y} часто неизвестны, что усложняет оценку {\displaystyle \delta }. Заметим, что когда метод измерения {\displaystyle x} и {\displaystyle y} тот же самый, эти дисперсии, скорее всего, равны, так что в этом случае {\displaystyle \delta =1}.
Мы пытаемся найти прямую "наилучшего сглаживания"
{\displaystyle y^{*}=\beta _{0}+\beta _{1}x^{*},}
такую, что взвешенная сумма  квадратов остатков минимальна 
{\displaystyle SSR=\sum _{i=1}^{n}{\bigg (}{\frac {\varepsilon _{i}^{2}}{\sigma _{\varepsilon }^{2}}}+{\frac {\eta _{i}^{2}}{\sigma _{\eta }^{2}}}{\bigg )}={\frac {1}{\sigma _{\varepsilon }^{2}}}\sum _{i=1}^{n}{\Big (}(y_{i}-\beta _{0}-\beta _{1}x_{i}^{*})^{2}+\delta (x_{i}-x_{i}^{*})^{2}{\Big )}\ \to \ \min _{\beta _{0},\beta _{1},x_{1}^{*},\ldots ,x_{n}^{*}}SSR}

## Решение
Решение может быть выражено в терминах моментов второго порядка. То есть мы сначала вычисляем следующие величины (все суммы берутся по i = 1 : n):
{\displaystyle {\begin{aligned}&{\overline {x}}={\frac {1}{n}}\sum x_{i},\quad {\overline {y}}={\frac {1}{n}}\sum y_{i},\\&s_{xx}={\tfrac {1}{n}}\sum (x_{i}-{\overline {x}})^{2},\\&s_{xy}={\tfrac {1}{n}}\sum (x_{i}-{\overline {x}})(y_{i}-{\overline {y}}),\\&s_{yy}={\tfrac {1}{n}}\sum (y_{i}-{\overline {y}})^{2}.\end{aligned}}}
Наконец, параметры оценки методом наименьших квадратов будут:
{\displaystyle {\begin{aligned}&{\hat {\beta }}_{1}={\frac {s_{yy}-\delta s_{xx}+{\sqrt {(s_{yy}-\delta s_{xx})^{2}+4\delta s_{xy}^{2}}}}{2s_{xy}}},\\&{\hat {\beta }}_{0}={\overline {y}}-{\hat {\beta }}_{1}{\overline {x}},\\&{\hat {x}}_{i}^{*}=x_{i}+{\frac {{\hat {\beta }}_{1}}{{\hat {\beta }}_{1}^{2}+\delta }}(y_{i}-{\hat {\beta }}_{0}-{\hat {\beta }}_{1}x_{i}).\end{aligned}}}

## Ортогональная регрессия
В случае равенства дисперсий ошибок, т.е. в случае {\displaystyle \delta =1}, регрессия Деминга становится ортогональной регрессией — она минимизирует сумму квадратов расстояний от точек выборки до регрессионной прямой. В этом случае обозначим каждую точку выборки zj на комплексной плоскости (т.е. точка  (xj, yj) выборки записывается как zj = xj + iyj, где i — мнимая единица).  Обозначим через Z сумму квадратов разностей от точек выборки до центра тяжести (также представленного в комплексных координатах). Центр тяжести — это среднее точек выборки. Тогда:
- Если Z = 0, то любая прямая, проходящая через центр тяжести, является прямой наилучшего ортогонального сглаживания.
- Если Z ≠ 0, прямая наилучшего ортогонального сглаживания проходит через центр тяжести и параллельна вектору из начала координат в {\displaystyle {\sqrt {Z}}}.

Тригонометрическую интерпретацию прямой наилучшего ортогонального сглаживания дал Кулидж в 1913.

### Приложения
В случае трёх неколлинеарных точек на плоскости треугольник, образованный этими точками, имеет единственный вписанный эллипс Штейнера, который касается сторон треугольника в средних точках.  Главная ось этого эллипса будет ортогональной регрессией этих трёх вершин.